# Liste des technopoles dans le monde
Cette liste tente de répertorier les espaces technopolitains (technopoles et parcs technologiques/scientifiques) dans le monde, par continent, par pays et par ville :
Les membres de l'IASP (International Association of Science Parks), réseau mondial des technopoles sont suivis d'une *

## Afrique

### Afrique du Sud
- Silverton : The Innovation Hub*

### Algérie
- Alger : Pôle Scientifique et Technologique Sidi Abdellah d'Alger- Ministère de l'Enseignement Supérieur et de la Recherche Scientifique Algérien.

### Égypte
- Le Caire : Smart Village
- Le Caire : Maadi technology Park

### Kenya
- Kakamega : Western University College of Science and Technology*

### Maroc
- Casablanca (2): Technopark ; CasaNearShore
- Rabat : Technopolis
- Oujda : Oujda Shore (en construction) Première livraison en 2011
- Fès: FèsShore (en construction)
- Tanger : Technopole de Tanger (en projet)
- Agadir : Haliopolis (en construction)

### Namibie
- Windhoek : Polytechnic of Namibia*

### Nigeria
- Uyo : Akwa Ibom Science and Technology Park*

### Sénégal
- Dakar : Technopole de Dakar

### Tunisie
- région de Tunis : 
  - El Ghazala (Elgazala Technopark - Pôle Elgazala des Technologies de la Communication - www.elgazala.tn -contact@elgazala.tn)*
    - Manouba Technopark
    - Ennahli Technopark
    - CYBERPARCS

  - Sidi Thabet (biotechnologies et industrie pharmaceutique)*
  - Borj Cédria (énergies renouvelables, eau, environnement, biotechnologies végétales)
- Sfax  (informatique, multimédia)
- Sousse (mécanique, électronique, informatique)
- Monastir (textile et habillement)
- Bizerte (industrie agroalimentaire site web www.pcb.com.tn)

## Amérique

### Équateur
- Imbabura : Yachay

### Argentine
- Posadas : Parque Tecnológico Misiones*
- Buenos Aires : Polo Tecnologico Constituyentes*

### Brésil
Association des technopoles brésilienne : Anprotec
- Porto Alegre : TECNOPUC - PUC/RS*
- Belo Horizonte : Parque Tecnológico-UFMG*
- Curitiba : Instituto PROINTER*
- Florianópolis : Sapiens Parque, S.A.*
- São Carlos-Campinas : « Silicon Valley brésilienne »
- São Paulo : The Technology Park of Sao Paulo*
- Ribeirão Preto : Supera Park
- Recife : Porto Digital
- Rio de Janeiro : Parque Tecnológico do Rio*

### Canada
- Gatineau : Corporation de développement économique de Gatineau*
- Laval : Laval Technopole* (Agropole, Biopole, e-Pole), Cité de la biotechnologie et de la santé humaine de Laval, Parc scientifique et de haute technologie de Laval
- Montréal : Quartier de l'innovation, Parc Angus, Technoparc Montréal, Parc d'entreprises de la Pointe-Saint-Charles (en)*
- Ontario : Canada's Technology Triangle (en), Silicon Valley North
- Québec : Parc technologique du Québec métropolitain*
- Regina : Innovation Place Research Park
- Rimouski : Technopole maritime du Québec
- Rimouski : Centre de recherche sur les biotechnologies marines
- Saint-Hyacinthe : Technopole de Saint-Hyacinthe*
- Saskatoon : Innovation Place Research Park (en)*
- Sherbrooke : BIOMED Développement - Parc biomédical de Sherbrooke/Sherbrooke Biomedical Park*
- Sorel-Tracy : Technopole en écologie industrielle[1]
- Toronto: MaRS Discovery District (en)
- Varennes : Varennes Développement Parc Scientifique de Varennes*
- Technopole Vallée du Saint-Maurice
- Développement économique Longueuil

### Colombie
- Cali : Parque Tecnológico de la Umbría - Universidad San Buenaventura de Cali*, ParqueSoft Colombia - Asociación Nacional de Parques Tecnológicos de Software de Colombia*
- Medellín : Parque Tecnológico de Antioquia, S.A.*
- Barcelona: Fundació Eurecat

### États-Unis
La définition américaine est plus large que celle précisée dans l'article
- Atlanta : Georgia Advanced Technology Ventures*
- Boston-Cambridge : Massachusetts Route 128, Kendall Square
- Californie : Silicon Valley
- Caroline du Nord : Kannapolis, North Carolina Research Campus, Research Triangle Park*
- Chicago : Golden Corridor
- Dallas : Silicon Prairie et Richardson : Telecom Corridor
- Détroit : Automation Alley
- Huntsville (Alabama) : Cummings Research Park
- Illinois : Illinois Technology and Research Corridor
- Lafayette (Indiana) : Purdue Research Park*
- New York : Silicon Alley
- Philadelphie : University City Science Center*
- Portland : Silicon Forest
- Puget Sound : Eastside
- Santa Barbara : Tech Coast
- Virginie : Dulles Technology Corridor, Wireless Valley
- Virginie-Occidentale : Gilmer-Braxton Research Zone
- Winston-Salem : Piedmont Triad Research Park

### Mexique
- Mexico : Guadalajara (Jalisco)
- Monterrey : PIIT Parque de Investigación e Innovación Tecnológica (Research Park)*, Instituto Tecnológico y de Estudios Superiores de Monterrey, Campus Estado de México*

### Panama
- Technoparque internacional de Panama*

### Pérou
- Lima : Pontificia Universidad Católica del Perú (PUCP)*

### Trinité-et-Tobago
- Tamana InTech Park*

### Uruguay
- Montevideo : Parque Tecnológico de Punta del Este*
- Pando (Uruguay) : Polo Tecnológico de la Facultad de Química Universidad de la República*

### Venezuela
- Caracas : Corporación Parque Tecnológico Sartenejas*

## Asie-Pacifique

### Australie
- Adélaïde : Adelaide University Research Park*, Technology Park Adelaide*
- Bentley : Technology Park Western Australia*
- Bundoora : La Trobe Research & Development Park*
- Brisbane : Brisbane Technology Park*
- Canberra : Riverside Corporate Park*
- Melbourne : Digital Harbour
- Sydney : Australian Technology Park*, Macquarie University Research Park*

### Bahreïn
- Bahrain Technology Park*

### Chine
54 parcs de développements scientifiques (HIDZ) dont :
- Dalian : parc informatique de Dalian & Zone high-tech de Dalian
- Hong Kong : Hong Kong Science Park*
- Hsinchu : Hsinchu Science Park
- Macao : SDPIM - Macao Industrial Parks Development Co., Ltd.*
- Nankin : Nanjing New and High Technology Industry Development Zone*
- Pékin : Zhongguancun (Zhongguancun Science Park (ZSP)* - Administrative Committee of the Zhongguancun Haidian Science Park* - Beijing Zhong-guan-cun Life Science Park*), Beijing Hi-Tech Business Innovation Service Center*, Wu Jisong*
- Shanghai : Hi-Tech Park United Development Co., Ltd.*, Hongqiao Linkong Economic Zone*, Zhangjiang Hi-Tech Park*
- Shenzhen : Shenzhen High-Tech Industrial Park*
- Tsinghua University Science Park*
- Zhengzhou : Zhengzhou High and New Technology Industries Development*
- Zhenjiang : Zhenjiang New Area Kuailu Hi-Tech Industrial*

### Inde
- Bangalore : Koppa gate, International Tech Park
- Bombay : The Knowledge Corridor
- Chennai : Tidel Park
- Delhi : Greater Noida
- Hyderabad : HITEC City, Genome Valley
- Kerala : Technopark
- New Delhi (siège) : Software Technology Parks of India
- Noida (New Okhla Industrial Development Authority)
- Pune : Silicon Plateau of India

### Israel
- Gush Dan : Silicon Wadi

### Japon
- Osaka-Kobe : Hanshin Industrial Region
- Kansai : Kansai Science City*
- Kyoto : Kyoto Research Park
- Tsukuba : Tsukuba Science City
- Yokosuka : Yokosuka Research Park (YRP)

### Malaisie
- Putrajaya : Super Corridor Multimédia

### Philippines
- Cebu : Asiatown IT Park
- Davao : Silicon Gulf

### Singapour
- Singapore Science Park

### Thaïlande
- Thailand Science Park

### Émirats arabes unis
- Abou Dabi : CERT Technology Park*
- Dubaï : Techno Park*, Dubai Internet City/ Media City*

## Europe

### Allemagne
- Berlin : Chausseestrasse
- Brême : BAW Institute for Economic Research GmbH*
- Dresde
- Francfort-sur-le-Main : Investor Center Ostbrandenburg GmbH*
- Heidelberg : Technologiepark Heidelberg GmbH*
- Magdebourg : Technologiepark Ostfalen*

### Autriche
- Klagenfurt : Lakeside Science & Technology Park*
- Salzbourg : Techno-Z Network Company - The Salzburg Enterprise Network*
- Vienne : Tech Gate Vienna Science and Technology Park*, Smart Technologies GmbH*
- Villach : Silicon Alps

### Arménie
- Erevan : ViaSphere Technopark

### Belgique
- Ath : INVESTPARKS*
- Anvers : Researchpark Waterfront - Université d'Anvers*
- Liège : Liège Science Park - Université de Liège*
- Louvain-la-Neuve : Louvain-la-Neuve Science Park* (parc scientifique de Louvain-la-Neuve)
- Malines : Technopolis
- Marche-en-Famenne : Novalis Science Park (Province of Luxembourg)*
- Mons : Parc Scientifique Initialis*
- Namur : CREALYS- Science Park of the Province of Namur*
- Ypres : Ypres Business Park

### Espagne
Une association nationale regroupe les technopoles (parcs scientifiques et technologiques espagnols).
- Séville : Aerópolis (Parque Tecnológico Aeroespacial de Andalucía), Cartuja 93 *
- Bilbao : Parque Tecnologíco de Bizkaia * (voir Zamudio)
- Saint-Sébastien: San Sebastian Technology Park *
- San Cibrao das Viñas (province d'Ourence, en Galice): Parque Tecnológico de Galicia *
- Valence : València Parc Tecnològic, Parc Científic de la Universitat de València, Parque Innova *
- Gijón:Parque Científico Tecnológico de Gijón *
- Malaga: Parque Tecnológico de Andalucía *
- Valladolid, Burgos, León: Parques Tecnológicos de Castilla y León *
- Madrid: Parque Científico-Tecnológico de la Universidad de Alcalá, S.A.U. *, Parque Científico de Madrid *, Parque Científico de Leganes Tecnológico *,
- Barcelone: Parc Tecnològic del Vallès *, Parc Científic de Barcelona *, Parc d'Innovació La Salle *, 22@ *.
- Albacete: Parque Científico y Tecnológico de Albacete *
- Palma de Majorque: Parque Balear DE Innovacion Tecnologica (PARCBIT)
- Alicante: Parque Científico de Alicante
- Huesca: Parque Tecnológico Walqa
- Saragosse: Parque Científico Tecnológico Aula Dei
- Santander:Parque Científico y Tecnológico de Cantabria

### Finlande
- Espoo : Technopolis Ventures Oy*, TEKEL- Finnish Science Park Association*
- Hämeenlinna : Technology Centre Innopark Ltd*
- Hyvinkää : Tech Villa Oy*
- Joensuu : Science Park Ltd.*
- Kempele :
- Kuopio : parc scientifique de Kuopio*
- Lahti : Science and Business Park Ltd.*
- Oulu : Technopolis* ("Linnanmaa, Teknologiakyla")[4],
- Turku : Science Park*
- Tampere : Hermia
- Sotkamo : Snowpolis Oy*

### France
- Agen : Agropole
- Aix-en-Provence : Technopole de l'Environnement Arbois-Méditerranée
- Albi : Technopole Albi-Innoprod
- Ambérieu-en-Bugey : Parc industriel de la Plaine de l'Ain
- Angers : Angers Technopole : Parc scientifique de Belle-Beille et Parc scientifique des Capucins*
- Avignon : Agroparc
- Archamps : Archamps (technopole), pôle de technologie euro-suisse
- Belfort : Techn'hom
- Besançon : Temis
- Bidart : Technopole Izarbel
- Bordeaux : Bordeaux Technopole : Bordeaux Montesquieu, Bordeaux Unitec, Bordeaux Technowest
- Bourg-en-Bresse : Alimentec
- Bourges : Bourges Technopole
- Boulogne-sur-Mer : Boulogne Technopole (Filière halieutique)
- Brest/Plouzané : Brest-Iroise Technopole - Institut polaire français - Paul Émile Victor
- Caen : Technopole de Caen, promue par l'agence de développement économique Synergia
- Castres : Castres-Mazamet Technopole
- Cayenne : Guyane Technopole
- Cergy : Val d'Oise Technopole
- Cherbourg : Technopole Cherbourg Normandie
- Clermont-Ferrand : Pascalis ; Biopole Clermont-Limagne/Incubateur Busi : technopole des sciences du vivant
- Compiègne : Compiègne Pôle Technologique
- Grenoble : Inovallée (anciennement ZIRST: Zone pour l'Innovation et les Réalisations Scientifiques et Techniques)
- Évry : Génopole
- Le Barp : parc scientifique et technologique Laseris
- Le Bourget-du-Lac : Savoie Technolac
- Le Mans : Le Mans Technopolis*
- Lannion : Anticipa, Technopole du Tregor
- Laval : Laval Mayenne Technopole*
- Limoges : Ester Technopole*
- Lorient : Lorient Technopole Innovations
- Lille : Eurasanté, EuraTechnologies, parc scientifique de la Haute Borne (Matikem), Cité Scientifique, Technopôle Lille Métropole
- Lyon-Villeurbanne : La Doua domaine scientifique ; Technopole Lyon métropole innovante

- Marseille : Marseille-Provence Technopole ; Château-Gombert.
- Metz : Metz Technopole*, Technopole-Grigy
- Montpellier : Montpellier Méditerranée Technopole
- Montbéliard : Technoland, Belchamp
- Mulhouse : Mulhouse Technopole ; CEEI
- Nancy : Technopôle de Nancy-Brabois
- Nantes : Atlanpole*
- Nîmes : NRC Technopole (Nîmes Rhône Cévennes Technopole)
- Orléans : Orléans Val de Loire Technopole
- Oyonnax : Plastics Vallée
- Paris : Agoranov ; Paris Biotech Santé ; Paris Technopole
- Pau : Hélioparc ; Pau Cité Multimédia
- Perpignan : Technosud ; Nautea : Technopole nautique de Méditerranée
- Ploufragan : Zoopole développement
- Poitiers : Technopole du Futuroscope*
- Quimper : Technopole Quimper Cornouaille
- Reims : Technopole Made in Reims
- Rennes : Rennes Atalante*
- Rouen/Saint-Étienne-du-Rouvray : Technopôle du Madrillet
- Saint-Beauzire : Biopôle Clermont-Limagne : technopole des sciences du vivant
- Saint-Denis : Technopole de la Réunion
- Saint-Marcel : Valmaris technopole
- Soissons : Aisne Technopole
- Strasbourg/Illkirch-Graffenstaden : Le Parc d'Innovation, pôle de technologie spécialisé dans les biotechnologies et les technologies de l'information
- Talence : Incubateur Régional d'Aquitaine
- Toulon : Toulon Var Technologies, Technopole de la Mer
- Toulouse : Toulouse Sud-Est : Agrobiopole, Labège-Innopole, Aerospace Valley, Parc technologique du Canal
- Tours : quartier des Deux Lions
- Troyes : Technopole de l'Aube en Champagne
- Valbonne : Sophia Antipolis
- Valenciennes : Technopôle Transalley
- Vannes : Pays de Vannes Technopole
- Villeneuve-d'Ascq : Technopôle Lille Métropole

### Grèce
- Athènes : Attica Technology Park*
- Thessalonique : i4G - Incubation*; Thessaloniki Technology Park*; Technopolis Thessalonikis S.A. - High Technology Business Park*
- Patras : Patras Science Park*
- Héraklion : Science and Technology Park of Crete (STEP-C)*
- Ioannina : Science and Technology Park of Epirus S.TE.P.E*

### Irlande
- Dublin : City-bis
- Limerick : Silicon Bog

### Italie
- Césène : CENTURIA RIT - Romagna Innovazione Tecnologia*
- Dalmine : Servitec srl*
- Lodi : Fondazione Parco Tecnologico Padano*
- Milan : Science Park RAF S.p.A.*, INDUXIA*
- Palerme : Parco Scientifico e Tecnologico della Sicilia, S.C.P.A.*
- Pise : Polo Tecnologico di Navacchio*, APSTI*
- Pula : Consorzio Ventuno - POLARIS Parco Scientifico e Tecnologico della Sardegna*
- Stezzano : Kilometro Rosso Science Park*
- Trieste : AREA Science Park*
- Turin : Environment Park*
- Venise : Vega Venice Gateway for Science and Technology*

### Pays-Bas
- Amsterdam : Amsterdam Science Park [5]
- Delft : Sciencepark Technopolis Delft[6]
- Eindhoven : High Tech Campus Eindhoven[7]
- Enschede : Kennispark Twente (Technopole de Enschede) [8].
- Leyde :  Leiden Bio Science Park[9]
- Sittard-Geleen : Brightlands Chemelot Campus[10]
- Utrecht : Utrecht Science Park [11]

### Royaume-Uni
- Aberdeen : Aberdeen Science and Technology Park*
- Birmingham : Aston Science Park*
- Cambridge : Cambridge Science Park ; Silicon Fen* et Arc Oxford-Cambridge
- Coventry : University of Warwick Science Park-Coventry University Enterprises Ltd.*
- Glasgow-Édimbourg : Silicon Glen
- Guildford : The Surrey Research Park*
- Londres : M4 corridor ; Cool Britannia ; City, Silicon Ditch ; Center Technopole Education ; Hoxton
- Manchester : Manchester Science Park Ltd*
- Newport : Cwm Silicon
- Oxford : Oxford Science Park
- Plymouth : Tamar Science Park
- Swansea : Technium*

### Russie
- Akademgorodok
- Zelenograd

### Suède
- Stockholm : Kista
- Lund: Ideon

### Suisse
- Lausanne : EPFL Innovation Park basé à côté du campus de l'École polytechnique fédérale de Lausanne (EPFL) et pôle principal du réseau Switzerland Innovation Park Network West EPFL
- Lausanne : Biopôle, avec comme partenaires scientifiques et universitaires le Centre hospitalier universitaire vaudois (CHUV), l'université de Lausanne (UNIL) et l'École polytechnique fédérale de Lausanne (EPFL)
- Genève : Campus Biotech
- Le Noirmont : Creapole
- Molondin : Agropôle
- Sierre : Techno-Pôle
- Yverdon-les-Bains : Y-Parc
- Neuchâtel : Neode, Parc Scientifique et Technologique
- Fribourg: blueFACTORY, quartier d'innovation
- Région de Lugano : Ticino Valley
- Zurich : École polytechnique fédérale de Zurich (EPFZ).